# Лан (міра)
Лан  (лат. laneus, нім. Lahn, Hube, чеськ. lán) — давня поземельна міра у середньовічній Європі, у Королівстві Польщі і Великому князівстві Литви та на контрольованих ними Руських землях (XIV—XVIII століття). Була одиницею для вимірювання земельних ділянок, наданих поселенням на магдебурзькому праві. Назва походила з старонімецької мови і означала лен, який феодал надавав одній сім'ї селян.
У Короні, Литві застосовували лан менший і більший.
Менший лан — фламандський, хелмінський — був вперше застосований Тевтонським орденом у привілеї Хелмінському права від 1233 року, яке застосовувалось у Прусії, Мазовії. Мав 30 морґів (17,955 га, після 1818 року близько 16,8 га) і був основним мірилом феодальних повинностей. В Україні з 1557 року названий волокою. Зазвичай, один лан надавався патріархальній родині з 10-12 осіб.
У Короні при наділах застосовували більший лан — франконський, що мав 48 морґів (бл. 24,2 га). Франконські лани фігурували у привілеях про надання містам магдебурзького права. Довжина лану становила 7471,8 м.
Також використовували королівський лан (3 лани франконські, 4 хелмінські, 261 морґ), лан війтівський ревізорський (90 морґів) тощо.
Для обміру площ застосовували також волоки, морші, шнури, прути, лікті.